# Wu Zhongxin
Wu Zhongxin, ou Wu Chung-hsin (chinois : 吴忠信 , pinyin Wú zhōngxìn ; 15 mars 1884 - 16 décembre 1959, Taipei), est un général et un haut responsable du gouvernement de la République de Chine, associé à la Clique du Club central.

## Biographie

### Carrière
- 1932-1933 : président du gouvernement provincial de Anhui.
- 1935-1936 : président du gouvernement provincial de Guizhou.
- 1936-1944 : président de la Commission des affaires mongoles et tibétaines
- 1944-1946 : président du gouvernement provincial du Xinjiang[2].
- Avril 1947-? : élu au Conseil des affaires de l'État de la République de Chine.

### Rôle lors de la confirmation du14edalaï-lama
Selon Xiong Ji, à l'hiver de 1939, le Kashag, le cabinet ministériel du gouvernement tibétain ayant notifié au gouvernement du Kuomintang la découverte de la réincarnation du 13e dalaï-lama, le gouvernement de la République de Chine envoya au Tibet, en février 1940, une délégation conduite par Wu Zhongxin, président de la Commission des affaires mongoles et tibétaines de la République de Chine, avec pour mission de superviser les formalités de la confirmation du 14e dalaï-lama et d'organiser la cérémonie de remise d'un titre honorifique au régent, le 5e Réting Rinpoché, en plus de distribuer des présents.
Selon l'historien Melvyn Goldstein, qui cite Basil Gould, le gouvernement tibétain proposa à ce dernier d'assister à la cérémonie le 23 février 1940, les Chinois, Népalais, Ladakhis et Bhoutanais étant pour leur part invités à s'y rendre la veille. Soucieux d'éviter un affrontement entre Britanniques et Chinois, les Tibétains préférèrent faire passer le représentant chinois avant l'agent politique britannique et de le traiter avec tous les honneurs. Ainsi, on réserva à Wu Zhongxin un siège non seulement plus élevé et avancé que ceux des autres étrangers mais aussi tourné vers le sud à l'instar de ceux du dalaï-lama et de sa famille. Les Chinois purent également recevoir la bénédiction du jeune dalaï-lama plus tôt que prévu normalement dans l'étiquette. Les Britanniques ne furent pas moins bien traités : ils eurent droit à une audience exclusive avec le pontife tibétain et purent au cours de celle-ci lui remettre leurs présents. 
Selon le gouvernement chinois actuel, Wu Zhongxin  présida la cérémonie d'installation du jeune dalaï-lama au palais du Potala le 22 février 1940. 
Selon Tsepon W.D. Shakabpa, ministre des Finances du gouvernement tibétain à cette époque, contrairement aux prétentions des Chinois, la présence de Wu Chung-hsin à la cérémonie n’avait pas de signification plus importante que celle de représentants d’autres pays.
Basil Gould, officier politique du Sikkim, et représentant l'Inde britannique, également présent à la cérémonie, affirme que la version selon laquelle les autorités chinoises avaient joué un rôle dans la sélection et l'installation du jeune dalaï-lama est une fiction.